# Том Морелло
То́мас Бапти́ст Море́лло (англ. Thomas Baptiste Morello; *30 травня 1964, Гарлем, Нью-Йорк, США) — американський музикант, композитор і виконавець гітарної музики, актор, публіцист і громадський діяч, відомий своєю антирасистською та антикапіталістичною позицією. Двічі лауреат премії «Ґреммі». Включений до «Списку 100 найкращих гітаристів усіх часів» за версією журналу «Rolling Stone», де посідає 26 місце.
Основна творчість: гурти «Rage Against the Machine», «Audioslave», «Street Sweeper Social Club», «The Nightwatchman», «Lock Up» та інші.
Співтворчість: Тревіс Баркер, Рамін Джаваді, Денні Ельфман, Серж Танкян, Джон Дебні, гурти «Cypress Hill», «The Crystal Method», «Tool» та інші.
Співзасновник та голова суспільно-політичної і культурної формації «Axis of Justice».
У складі згаданих гуртів Том Морелло вісім разів висувався на премію «Ґреммі», а в складі гурту «Rage Against the Machine» двічі був нею нагороджений: у номінаціях «Найкраще виконання у жанрі метал» (пісня «Tire Me») та «Найкраще виконання у жанрі хард-рок» (пісня «Guerrilla Radio»).

## Біографія
Народився 30 травня 1964 року в Гарлемі, в родині кенійського кікую та італо-американки. Батько, Нґете Нйороґе, — кенійський революціонер, згодом перший посол Кенії в ООН, небіж Джомо Кеніатти — видатного кенійського провідника, одного з керівників національно-визвольного руху і першого президента незалежної Кенії. Мати, Мері Морелло, — історик і суспільний діяч.
Батько Тома залишив родину, коли той був ще немовлям, і згодом був віднайденим вже дорослим Морелло та його матір'ю у 2006 році під час відвідин Кенії, де приніс вибачення перед своєю родиною за свою сорокарічну відсутність. З 1965 року мати Морелло виховувала Тома самостійно. Їх неповна родина оселилась у Лібертівіллі, небагатому передмісті Чикаго. В цьому містечку Морелло зростав, а також відвідував місцеву вищу школу, де його матір була вчителем історії. Однокласником Тома був майбутній лід-гітарист гурту «Tool» — Адам Джонс, чиї видатні музичні досягнення (в тому числі і спільні з Морелло) забезпечили йому місце у «Списку 100 найкращих гітаристів» журналу «Rolling Stone». Юний Морелло брав активну участь в шкільній творчості: співав у хорі, грав значні ролі в шкільному театрі, був соціальним активістом і писав статті у місцеву газету. У віці 13 років розпочав вивчення гри на гітарі. Ще в шкільні роки у нього сформувались фундаментальні політичні погляди, яким він не зраджував протягом всього життя. Вищу школу Лібертівілля Том Морелло закінчив з відзнакою в 1982 році, а восени того ж року став першим випускником в історії своєї школи, який вступив до Гарвардського університету. Як напрямок навчання Морелло обрав політологію, а по завершенню навчання, в 1986 році, отримав ступінь бакалавра цієї науки. Разом з тим, Морелло все більше уваги приділяє музичній творчості, і спільно зі згаданим вище Адамом Джонсом засновує свій перший гурт — «Electric Sheep». Після Гарварду Морелло вирушає до Лос-Анджелеса, де намагається знайти собі роботу. Певний час йому доводиться працювати за найрізноманітнішим фахом: від екзотичного танцюриста в нічному клубі до помічника сенатора Алана Кренстона. В той же час Том стає вегетаріанцем.
Наприкінці 1980-х років Морелло бере участь у сесійній роботі гурту «Lock Up», в складі якого записує альбом «Something Bitchin' This Way Comes» 1989 року. Втім, творчість гурту була обмежена розбіжностями у поглядах його учасників, тому після випуску дебютної платівки гурт розпався. Під час спільних імпровізації колективу гурта з іншими музикантами Том Морелло знайомиться з колоритним вокалістом Заком де ла Рочею, а згодом і з басистом Тімом Коммерфордом та ударником Бредом Вілком, який не пройшов прослуховування на участь в «Lock Up». З їхньої співпраці і починається історія гурту «Rage Against the Machine».

### «Rage Against the Machine»

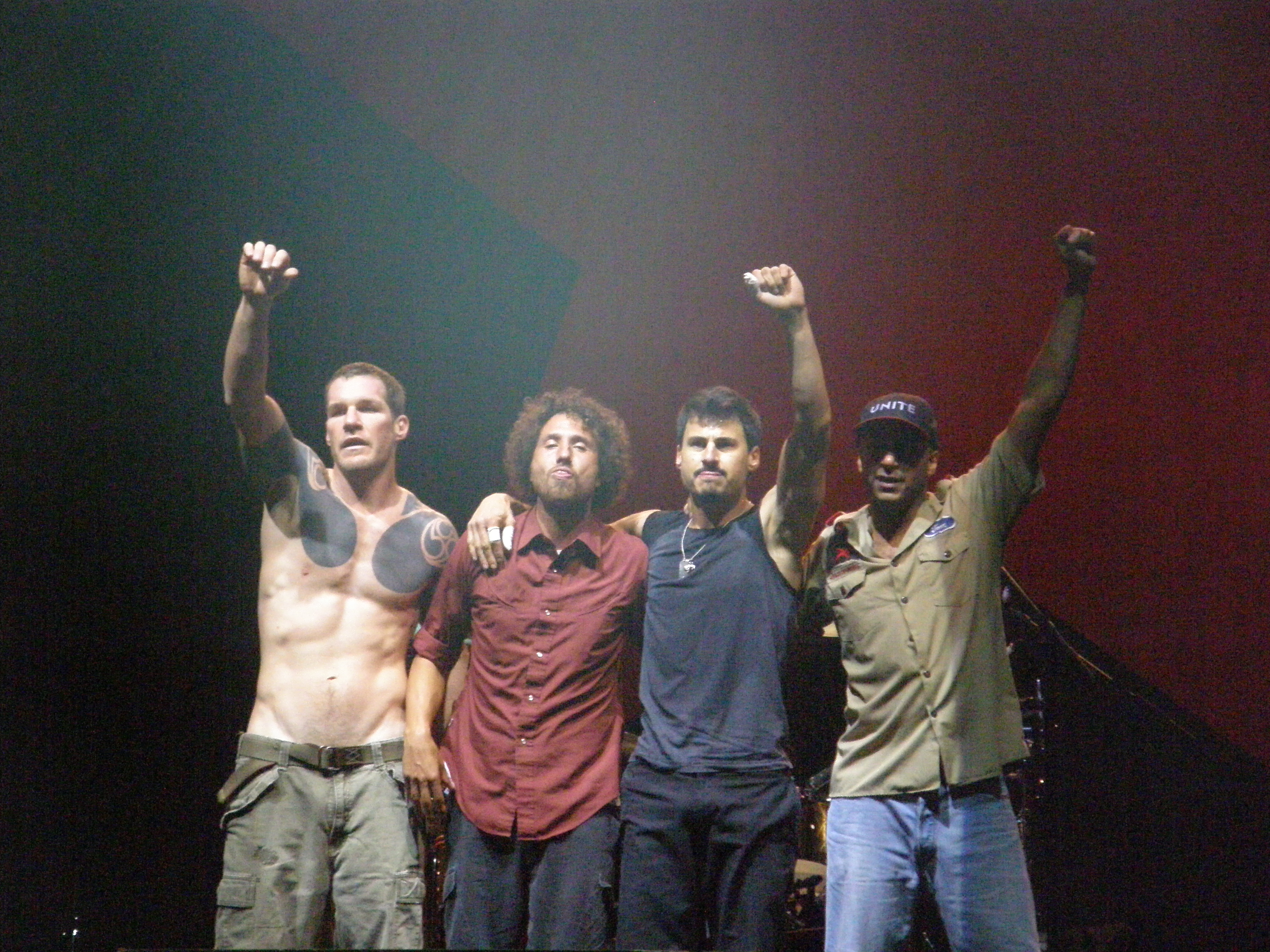
Том Морелло (крайній праворуч) у складі гурту «Rage Against the Machine» на фестивалі «Vegoose». Невада, США, 2007 рік.

Свої перші виступи новостворений колектив проводить перед мізерною аудиторією, виконуючи власні пісні на дрібних домашніх вечірках. Втім, маючи певний напрацьований матеріал, колектив записує власним коштом демо і навіть успішно розпродає перший наклад серед прихильників своєї творчості. Через деякий час демо-записом зацікавився лейбл «Epic Records», з яким і було укладено угоду про запис і поширення творчості «Rage Against the Machine».
Перший альбом гурту, який отримав однойменну з ним назву, був виданий 1992 року і мав велику популярність завдяки новітньому звучанню, а саме поєднанню жанрів важкий метал та реп. Було продано понад три мільйони копій альбому, що забезпечило йому тричі «платиновий» статус за сертифікацією RIAA, до того ж, альбом був схвально прийнятий музичними критиками, а через десять років був включений у «Список 500 найкращих альбомів усіх часів» за версією журналу «Rolling Stone». В рецензіях на альбом часто особливо відзначались гітарні соло, автором і виконавцем яких був Том Морелло.
Через чотири роки, протягом яких гурт проводив турне і концерти для підтримки альбому і задоволення своїх соціально-політичних амбіцій (учасниками гурту збирались кошти для фінансування різних акцій такого характеру), було видано другий альбом — «Evil Empire». Альбом був проданий накладом у понад три мільйони копій, примножив популярність колективу і швидко посів перше місце у чарті «Billboard 200». Том Морелло, як і решта учасників гурту, був удостоєний премії «Ґреммі» за найкраще виконання у жанрі метал (пісня «Tire Me»). За дві інші пісні з цього альбому, «Bulls on Parade» та «People of the Sun», гурт також номінувався на «Ґреммі» — за найкраще виконання у жанрі важкий рок, але премію виграв інший колектив.
Третій альбом, виданий 1999 року, мав назву «The Battle of Los Angeles». Цей альбом, як і попередній, зайняв перше місце чарту «Billboard 200». Наклад альбому сягнув двох мільйонів. Виконавці отримали чергову премію «Ґреммі» — за найкраще виконання у жанрі важкий рок (пісня «Guerrilla Radio»), а також альбом претендував на премію у номінації «Найкращий альбом у жанрі рок». На пісні «Testify» та «Sleep Now in the Fire» було знято відеокліпи, режисером яких став видатний кінодокументаліст і політичний активіст Майкл Мур.
Останній альбом колективу, «Renegades», виданий у 2000 році також став «платиновим». Альбом повністю складався з кавер-версій відомих пісень, які були витримані у тому ж жанрі, що й попередні твори гурту. Незважаючи на комерційний успіх альбому, в гурті почались руйнівні процеси, зумовлені розбіжностями у поглядах на подальший розвиток колективу. Невдовзі після випуску альбому вокаліст Зак де ла Роча залишив гурт і «Rage Against the Machine» припинили свою творчу активність. Троє тепер уже колишніх учасників гурту, включаючи Морелло, утворили інший колектив, який отримав назву «Audioslave».

### «Audioslave»

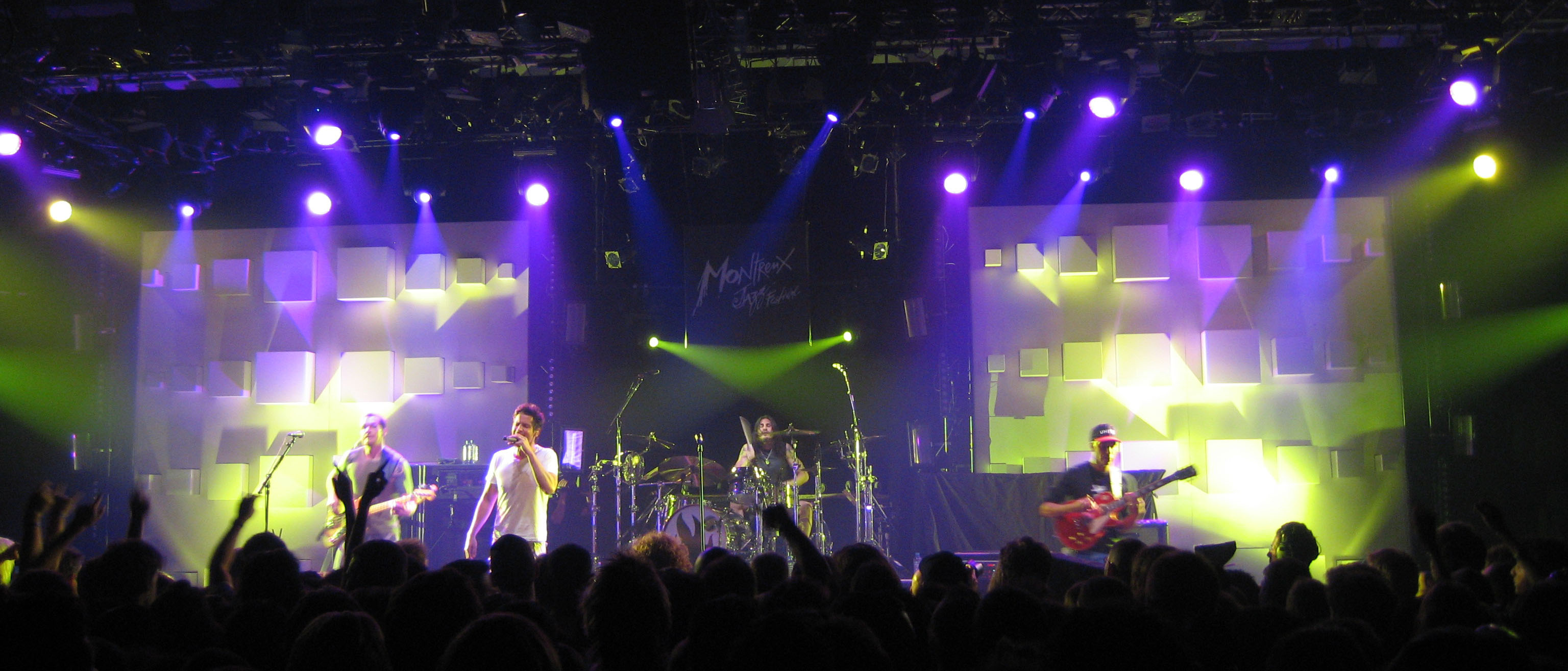
Том Морелло (крайній праворуч) у складі гурту «Audioslave» виступає на фестивалі «Montreux». Монтре, Швейцарія, 2005 рік.

Всі проблеми, пов'язані із зміною менеджменту і продюсерів, були улагоджені протягом першого півріччя 2002 року. Гурт визначився із назвою і зробив демо-запис своєї творчості. Восени було випущено сингл «Cochise», не забарився і перший альбом — «Audioslave», який був приязно зустрітий критиками (особливо відзначали стиль і техніку гри Тома Морелло) і у перший же тиждень розійшовся накладом 162 000 примірників. Загалом, до 2006 року було продано понад 3 мільйони платівок. На черговій церемонії «Ґреммі», музиканти висувались на премію у номінаціях «Найкраще виконання у жанрі хард-рок» (пісня «Like a Stone») та «Найкращий альбом у жанрі рок». На деякий час гурт робить творчу паузу, а Морелло концентрується на своєму сольному проекті «The Nightwatchman» (див. нижче).
Восени 2004 року музиканти приступили до роботи над новим альбомом. На початку 2005 року гурт вирушив у міні-турне по клубам США, для підтримки нового альбому. А в травні, саме напередодні випуску платівки, «Audioslave», керовані політичними поглядами перш за все самого Морелло, відвідали з концертом Кубу, де виступили перед 50-тисчяною аудиторією. Це історичне шоу (вперше за комуністичного ладу на Кубі було дозволено такий великий концерт для американського гурту) також відвідала мати Тома Морелло, яка приїхала разом з музикантами. Запис концерту розійшовся міліонним накладом, а рекламований альбом «Out of Exile» поступив у продаж за два тижні і відразу посів перше місце у чарті «Billboard 200». Не забарилась і чергова номінація на Ґреммі для Морелло і колег за найкраще виконання у жанрі хард-рок (композиція «Doesn't Remind Me»).
Для просування наступної платівки гурт саме найняв продюсера Брендана О'Брайана, який працював також із «RATM», «Korn» та Брюсом Спрінґстіном. Матеріал для запису був значною мірою вже накопичений, тому альбом, що було названо «Revelations», випустили наступного ж року. Та після цього в колективі почалися непорозуміння. Соліст Кріс Корнелл прагнув відкласти турне на підтримку нового альбому, оскільки потребував більше часу на доопрацювання сольного запису, а Том Морелло також розвивав власний музичний проект. Розбіжності у поглядах на розвиток спільного гурту призвели до того, що Корнелл залишив «Audioslave». Оскільки замінити колоритного вокаліста було неможливо, гурт припинив творчу діяльність.

### «The Nightwatchman»

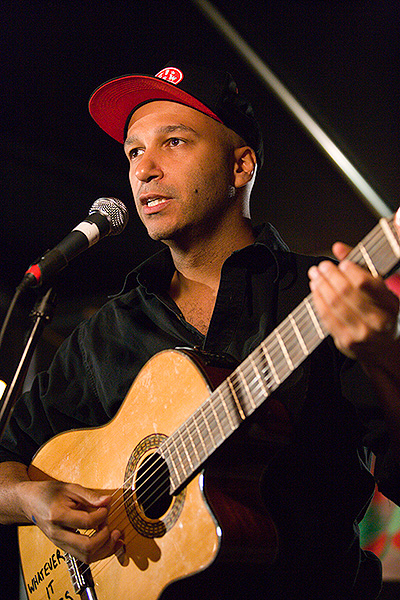
Том Морелло та одна з його улюблених гітар — акустична «Ibanez Galvador» з незмінним надписом «Чого б це не вартувало» (Whatever it takes).

Паралельний співтворчості Тома Морелло з іншими музичними колективами проект «The Nightwatchman» — це перш за все сам Морелло, чи його alter ego. Том виступав і виступає під цим псевдонімом самостійно та з іншими музикантами. Його перший запис як «The Nightwatchman» — композиція «No One Left», що її було написано для підтримки документального фільму «Фаренгейт 9/11» Майкла Мура, який піддавав критиці політику США і висловлював політичні погляди, яких дотримувався сам Морелло. З часом у Тома накопичився власний музичний матеріал, який за стилем був відмінний від творчості гурту «Audioslave», в якому на той час грав Морелло. Це спонукало його видати сольний альбом. Так, навесні 2007 року з'явився альбом «One Man Revolution», який Морелло видав під псевдонімом «The Nightwatchman». Для підтримки своєї платівки Морелло влаштував гастролі по США. Як «The Nightwatchman» музикант давав в основному акустичні концерти (репертуар складався з композицій на акустичній гітарі з різним акомпанементом у жанрі близькому до фольк-року). Музично-політичні імпровізації Морелло критики оцінили позитивно. Наступного року він випустив ще одну платівку («The Fabled City»), а в 2011 році видав два альбоми («Union Town» та «World Wide Rebel Songs»), що характерні інструментально багатшим звучанням.
Музикантів, що виконують музичний супровід Морелло як «The Nightwatchman» Том називає «The Freedom Fighters Orchestra», а себе у цій ролі визначає як «чорного Робіна Гуда музики XXI століття». Характер звучання своїх пісень він пояснює впливом творчості Боба Ділана та Джимі Хендрікса.

### «Street Sweeper Social Club»
Творчість Морелло як окремого музиканта не вписувалась в рамки лише «The Nightwatchman», і Том створив ще один колектив з себе самого — «Street Sweeper». Втім, цей проект не довго був сольним. Після успіху першого сольного туру «The Nightwatchman» до Тома приєднався репер Бутс Райлі, а згодом і музиканти, які допомагали Морелло в його сольних проектах — гітаристи Карл Рестіво та Дейв Ґіббс. Отже, «Street Sweeper» став повноцінним гуртом, а до його назви додалось об'єднуюче словосполучення «Social Club». Жанр, в якому творили Морелло і його приспішники, — агресивний, соціально-політичний реп-фанк-рок, — був вже добре знайомий шанувальникам творчості Морелло часів «RATM».
Гурт видав один повнотривалий альбом, що мав однойменну з колективом назву, а згодом ще кілька синглів та міні-альбом. Музичні критики сприйняли матеріал стримано.

### Особисте життя
Морелло одружений, виховує двох дітей.

## Дискографія
- «The Atlas Underground» (2018)
- «Comandante» (2020)
- «The Atlas Underground Fire» (2021)

У складі «Lock Up»
- «Something Bitchin' This Way Comes» (1989)

У складі «Rage Against the Machine»
- «Rage Against the Machine» (1992)
- «Evil Empire» (1996)
- «The Battle of Los Angeles» (1999)
- «Renegades» (2000)

У складі «Axis of Justice»
- «Axis of Justice: Concert Series Volume 1» (2004)

У складі «Audioslave»
- «Audioslave» (2002)
- «Out of Exile» (2005)
- «Revelations» (2006)

У складі «The Nightwatchman»
- «One Man Revolution» (2007)
- «The Fabled City» (2008)
- «Union Town» (2011)
- «World Wide Rebel Songs» (2011)

У складі «Street Sweeper Social Club»
- «Street Sweeper Social Club» (2009)
- «The Ghetto Blaster EP» (2010)

У складі «Prophets of Rage»
- «The Party's Over» (EP, 2016)
- «Prophets of Rage» (2017)

## Галерея

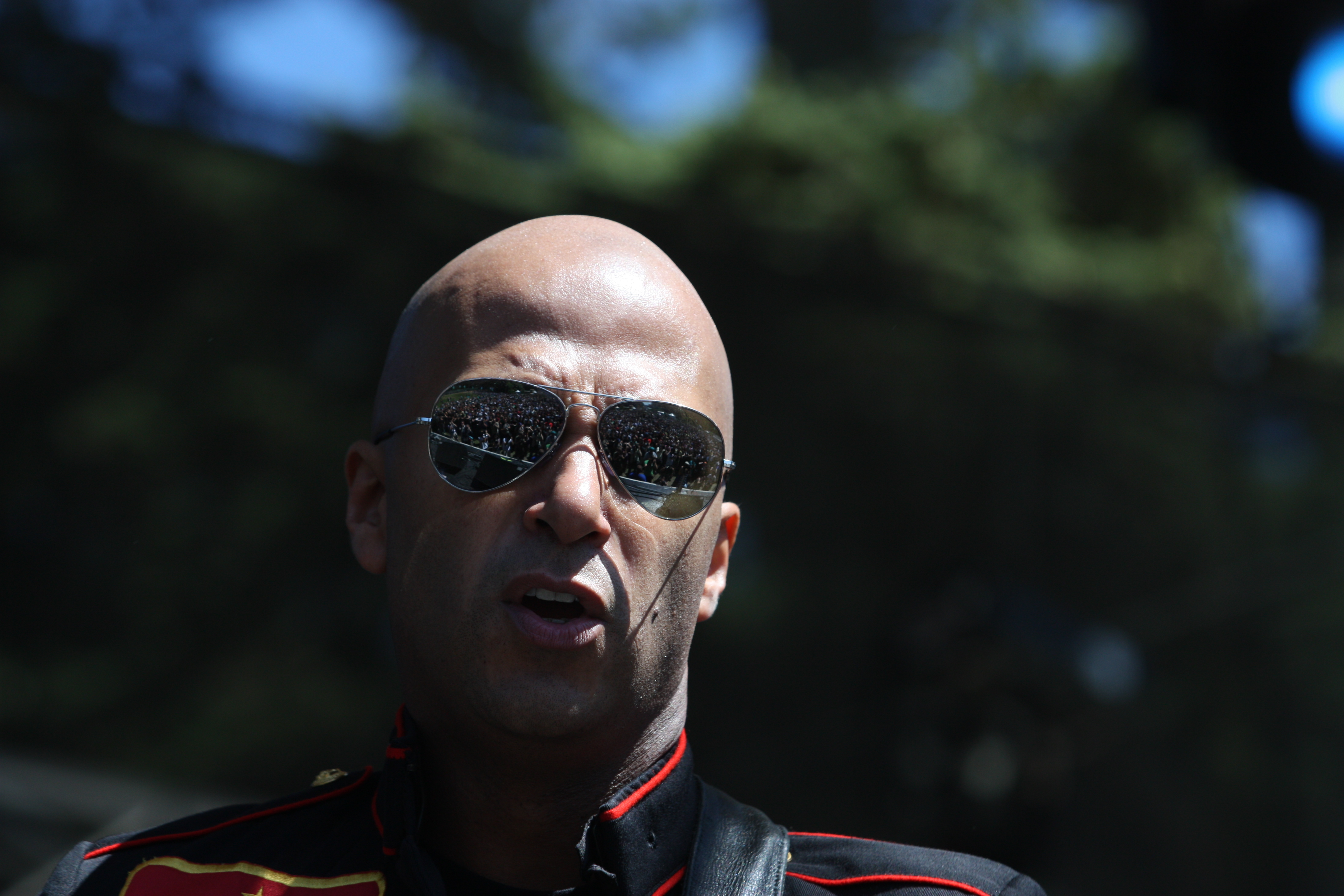
Том Морелло на фестивалі «Outside Lands». Сан-Франциско, США, 2009 рік.
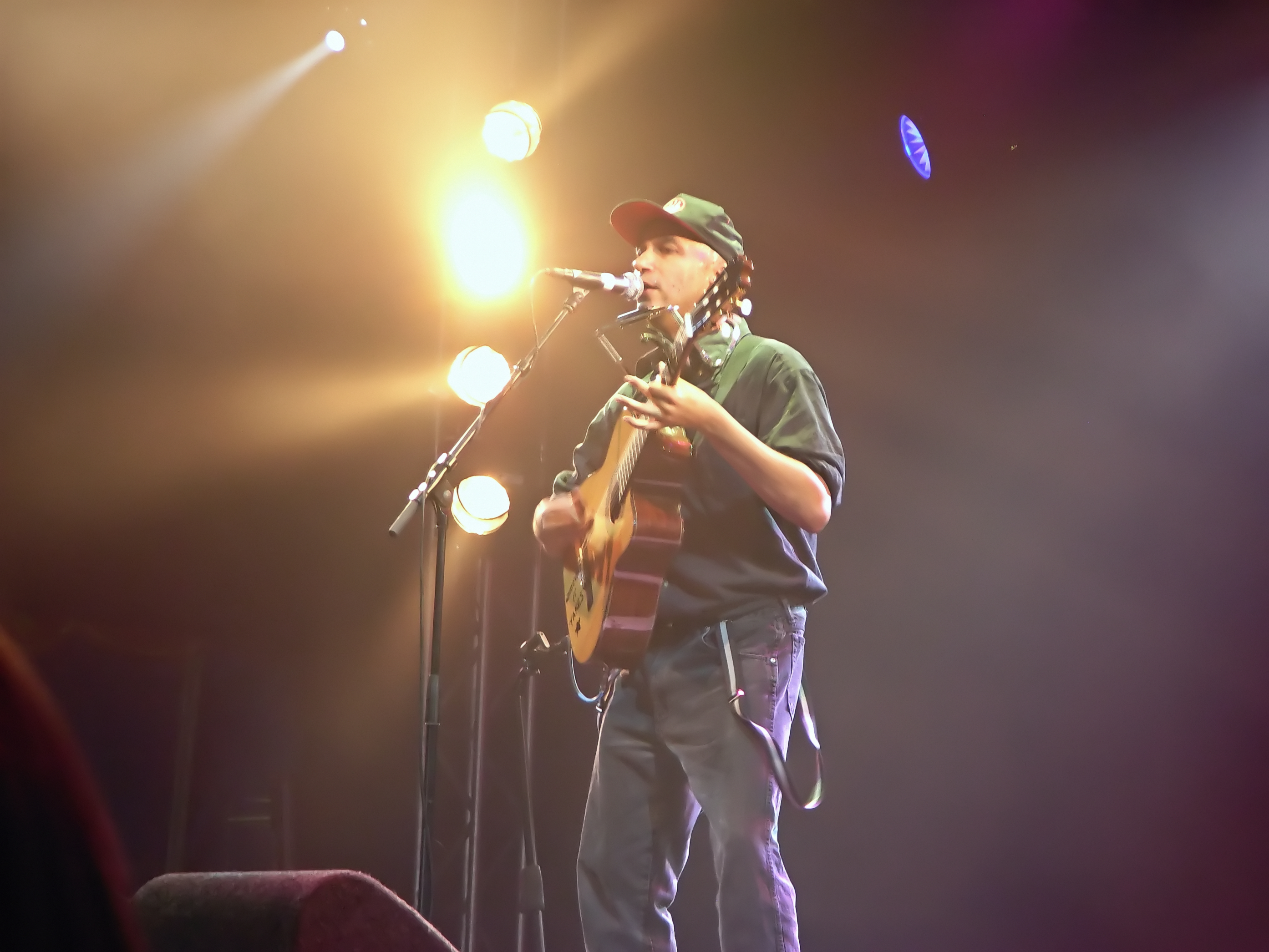
«The Nightwatchman» — сольний проект Тома Морелло, на фестивалі в долині Коачелла. Каліфорнія, США, 2007 рік.
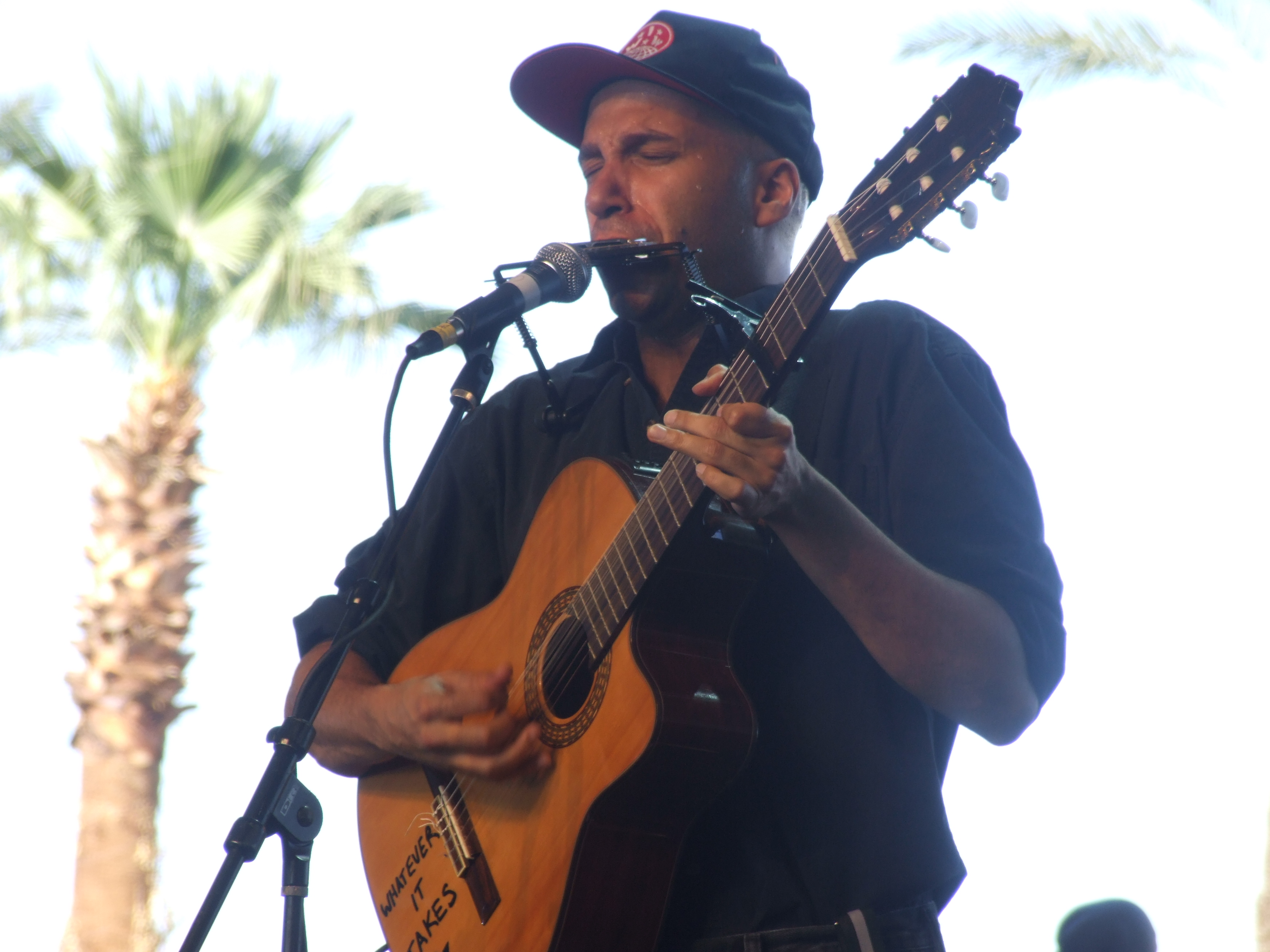
Том Морелло як фронтмен «The Nightwatchman» виступає на фестивалі «Pinkpop». Лімбург, Нідерланди, 2007 рік.
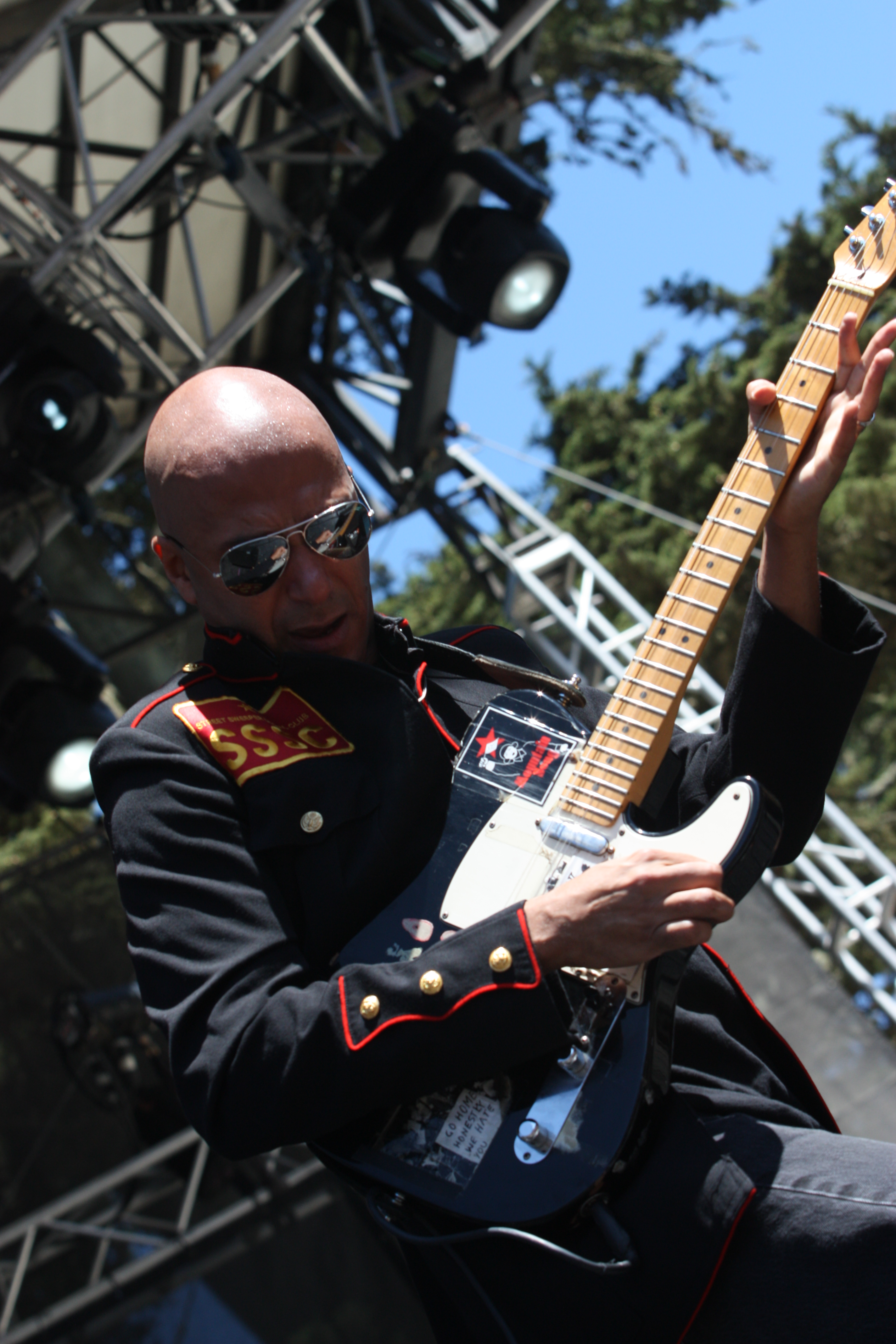
Том Морелло у концертному мундирі гурту «Street Sweeper Social Club». Сан-Франциско, США, 2009 рік.

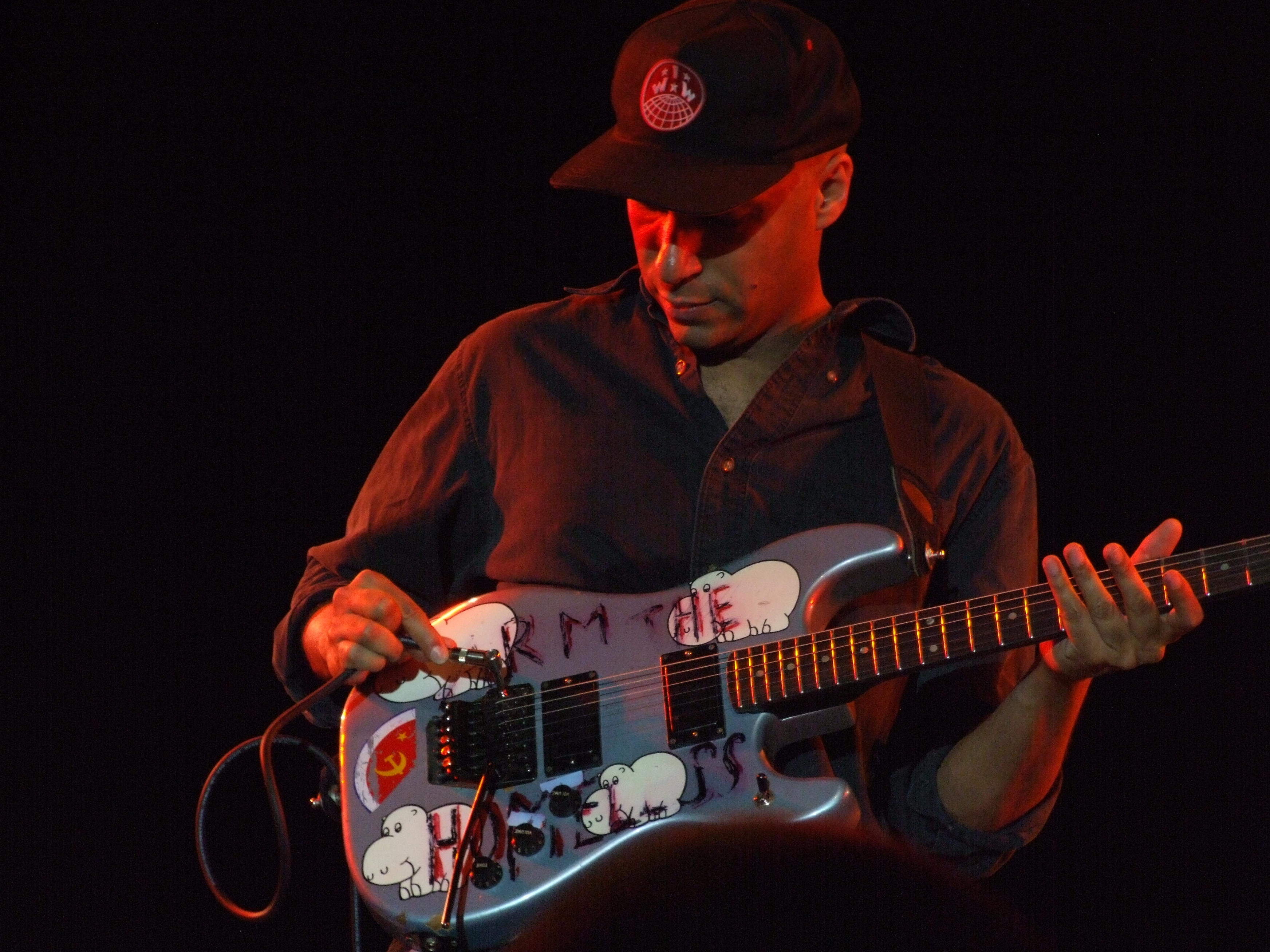
Том виконує гітарне соло на концерті в «Nokia Theater». Нью-Йорк, США, 2008 рік.
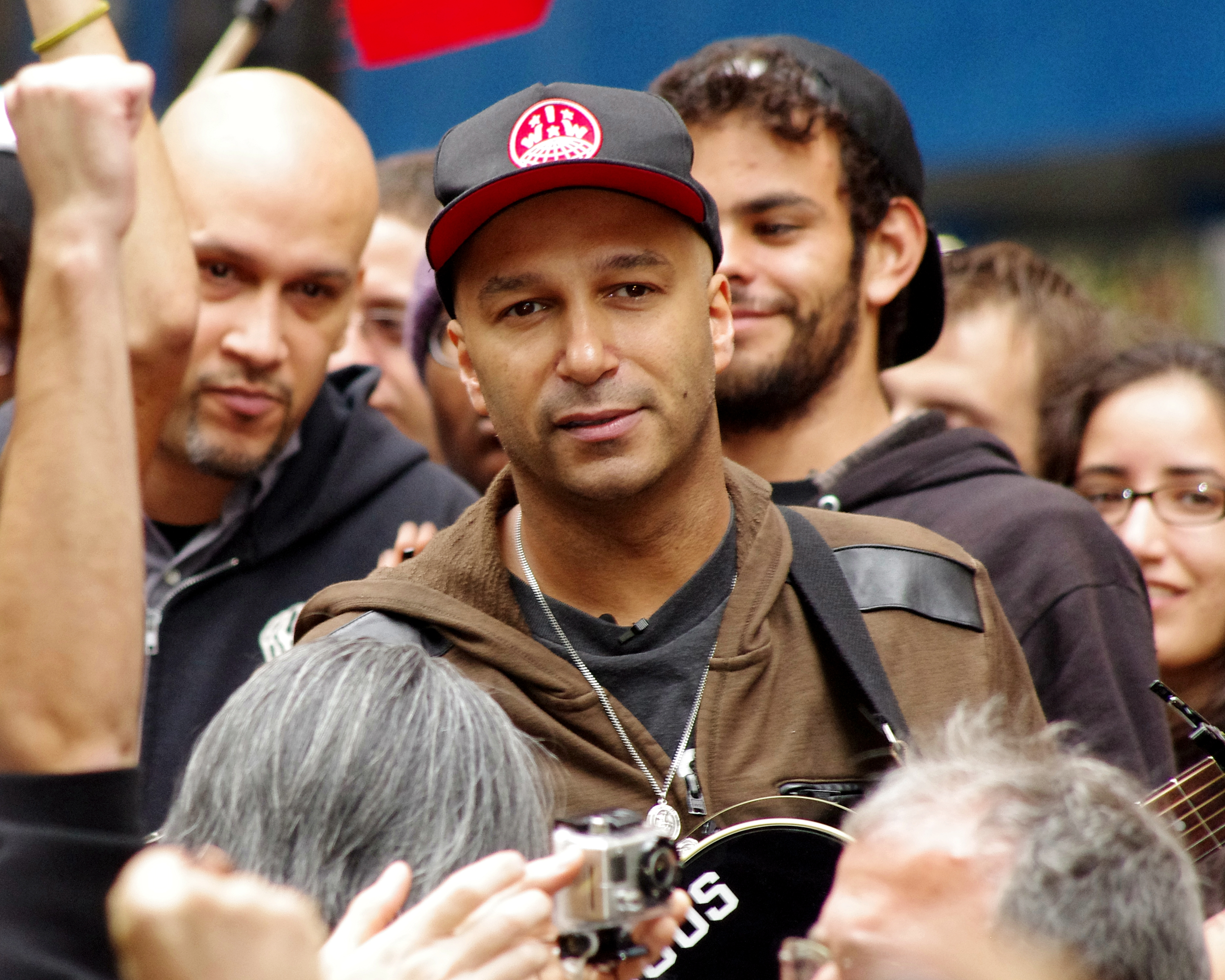
Морелло бере участь у громадській акції «Захопи Волл-стріт». Нью-Йорк, США, 2011 рік.
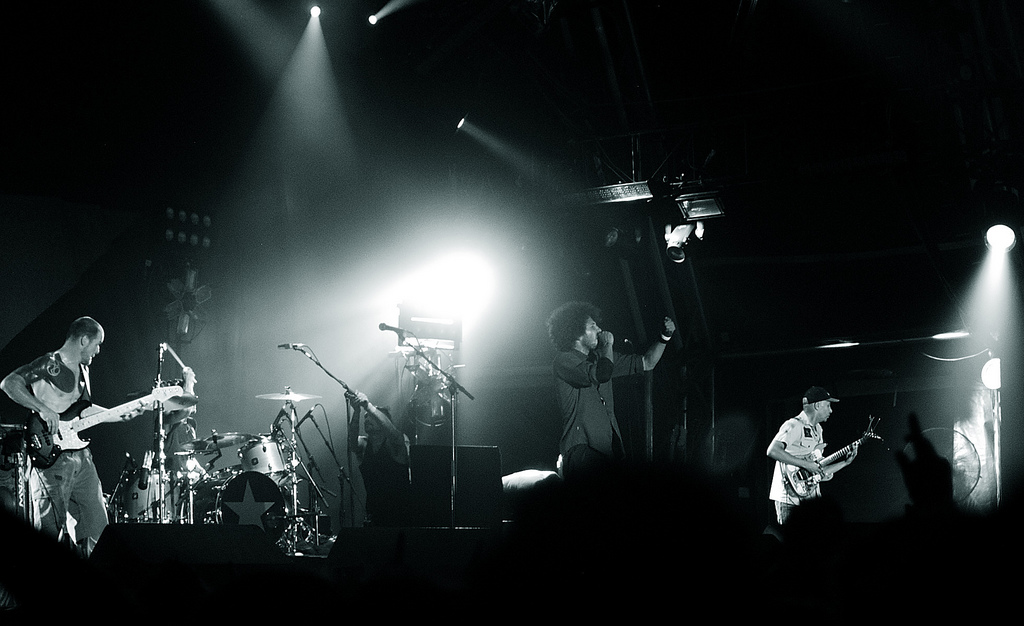
Том Морелло (крайній праворуч) у складі гурту «Rage Against the Machine» на фестивалі «Big Day Out». Сідней, Австралія, 2008 рік.
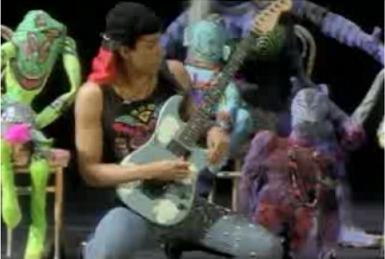
Морелло в музичному кліпі «Nothing New» гурту «Lock Up». 1990 рік.

## Цікаві факти
Фрагментом гітарного соло Тома Морелло з композиції «Wake Up» гурту «Rage Against the Machine» завершується культовий фільм «Матриця». Гітарні соло Морелло лунають в композиціях Раміна Джаваді та Джона Дебні в фільмах «Залізна Людина» і «Залізна людина 2», в композиціях Денні Ельфмана в фільмі «Людина-павук» та в багатьох інших популярних композиціях, що використовуються в складі саундтреків до кінофільмів. Композиції гурту «Audioslave», гітаристом якого був Морелло, використовував у свої фільмах Майкл Манн.
Том Морелло є великим шанувальником графічних новел. У 2011 році він розпочав видавництво власного коміксу під назвою «Orchid», що змальовує картину життя у постапокаліптичному світі.
Спільно із Сержем Танкяном Морелло веде сайт власної організації «Axis of Justice», яка діє у галузях культури та соціальної політики. На сайті можна ознайомитися з деякими публікаціями Морелло.